# كأس ملك إسبانيا 2020–21
كان كأس ملك إسبانيا 2020–21 الموسم التاسع عشر بعد المائة من بطولة كأس ملك إسبانيا. ضمن الفائز بالبطولة مكانًا في دور المجموعات للدوري الأوروبي 2021–22. وتأهل كل من الفائز والوصيف إلى كأس السوبر الإسباني 2021–22 الذي يضم أربعة فرق.
فاز برشلونة بالنهائي بنتيجة 4–0 أمام أتلتيك بيلباو ليتوج بالبطولة للمرة الحادية والثلاثين في تاريخه.

## وصلات خارجية
- الموقع الرسمي للإتحاد الملكي الإسباني لكرة القدم
- كأس ملك إسبانيا على LFP